# 商业革命
商业革命（英語：Commercial Revolution），指欧洲从中世纪到工业化之间的一段历史时期，大约興盛時晚期持续到十八世纪初期。由于新航线的发现，欧洲与东方建立了直接联系，并且发现了美洲，殖民于海外，从而使商品交换的规模扩大，进而引发了金融、保险、投资方面的变革，和出现了新的经济理论，商品经济逐步取代自然经济成为社会经济的主导。商业革命是欧洲工业革命的前奏。

## 术语的起源
“商业革命”一词是20世纪中叶，由经济史学家罗伯特·萨巴提诺·洛佩斯（Roberto Sabatino Lopez）提出来的，用来分析英国工业革命的深层原因。在他名著《中世纪的商业革命》（1971年）中，洛佩兹认为，中世纪欧洲历史的主要贡献是创造了一个商业经济，先是集中在拜占庭的地中海东部，然后逐渐延伸到意大利城邦和欧洲的其他地方。